# (1078) Mentha
(1078) Mentha és un asteroide pertanyent al cinturó d'asteroides descobert per Karl Wilhelm Reinmuth el 7 de desembre de 1926 des de l'observatori de Heidelberg-Königstuhl, Alemanya.
Mentha va ser designat inicialment com 1926 XB.
Més tard es va anomenar per la Mentha, un gènere de plantes de la família de les laminàcies.
En 1958 es va descobrir que tant l'objecte A917 CB, descobert el 13 de febrer de 1917 per Max Wolf, inicialment anomenat com Aase i assignat al número 864, com l'objecte 1926 XB descobert el 7 de desembre de 1926 per Reinmuth, anomenat com Mentha, eren el mateix asteroide. En 1974 es va decidir mantenir el nom a l'asteroide número 1078 i reutilitzar el número 864 i el seu nom, (864) Aase, per a l'objecte 1921 SB, descobert el 30 de setembre de 1921 per Reinmuth.
Mentha orbita a una distància mitjana del Sol de 2,27 ua, podent acostar-s'hi fins a 1,957 ua i allunyar-se'n fins a 2,583 ua. Té una excentricitat de 0,1379 i una inclinació orbital de 7,371°. Empra 1249 dies a completar una òrbita al voltant del Sol.